# Археологический парк Сан-Агустин
 Археологический парк Сан-Агустин  (исп. Parque Arqueológico de San Agustín) — один из важнейших археологических памятников Колумбии, расположенный в южной части департамента Уила. Парк Сан-Агустин входит во Всемирное наследие ЮНЕСКО.
На территории парка находится крупнейшая в Южной Америке группа религиозных памятников и скульптур культуры Сан-Агустин, детально проработаны и содержат много натуралистических и абстрактных форм. Скульптуры парка, известные как Чинас, были изготовлены из вулканических пород и ярко окрашены в красные, синие и жёлтые цвета, хотя они быстро обесцвечиваются. Люди на скульптурах имеют различные стили одежды, причёски и другие детали. Размеры скульптур очень разнообразны, от десятков сантиметров до семи метров высотой и весом в несколько тонн.
Многие скульптуры очень маленькие и их легко можно украсть с территории парка, поэтому этот участок входит в список археологических объектов Латинской Америки, находящихся под наибольшей угрозой.
Часть статуй, составляющих культурное наследие, была вывезена в Германию в начале 20-го века. В настоящее время Колумбийское правительство пытается вернуть статуи.